# Râul Tisăr
Râul Tisăr este un curs de apă, afluent al râului Vedea. 